# Lindenberg (Nijmegen, straat)
De  Lindenberg is een grotendeels verdwenen straat in de Nijmeegse Benedenstad. De straat liep vroeger vanaf het Valkhof tot aan de toenmalige Veerpoort. 
De Lindenberg kruiste de toenmalige Strikstraat, Bezembindersgas, Lange Baan en de later verlegde Vleeshouwerstraat. In de buurt lag de oude Duivengas, een zijstraat. Tijdens de herinrichting van het stadscentrum na de Tweede Wereldoorlog zijn deze straten verlegd of verdwenen, inclusief de Lindenberg zelf.
De Lindenberg stond bekend als de steilste straat van heel Nijmegen.

## Geschiedenis

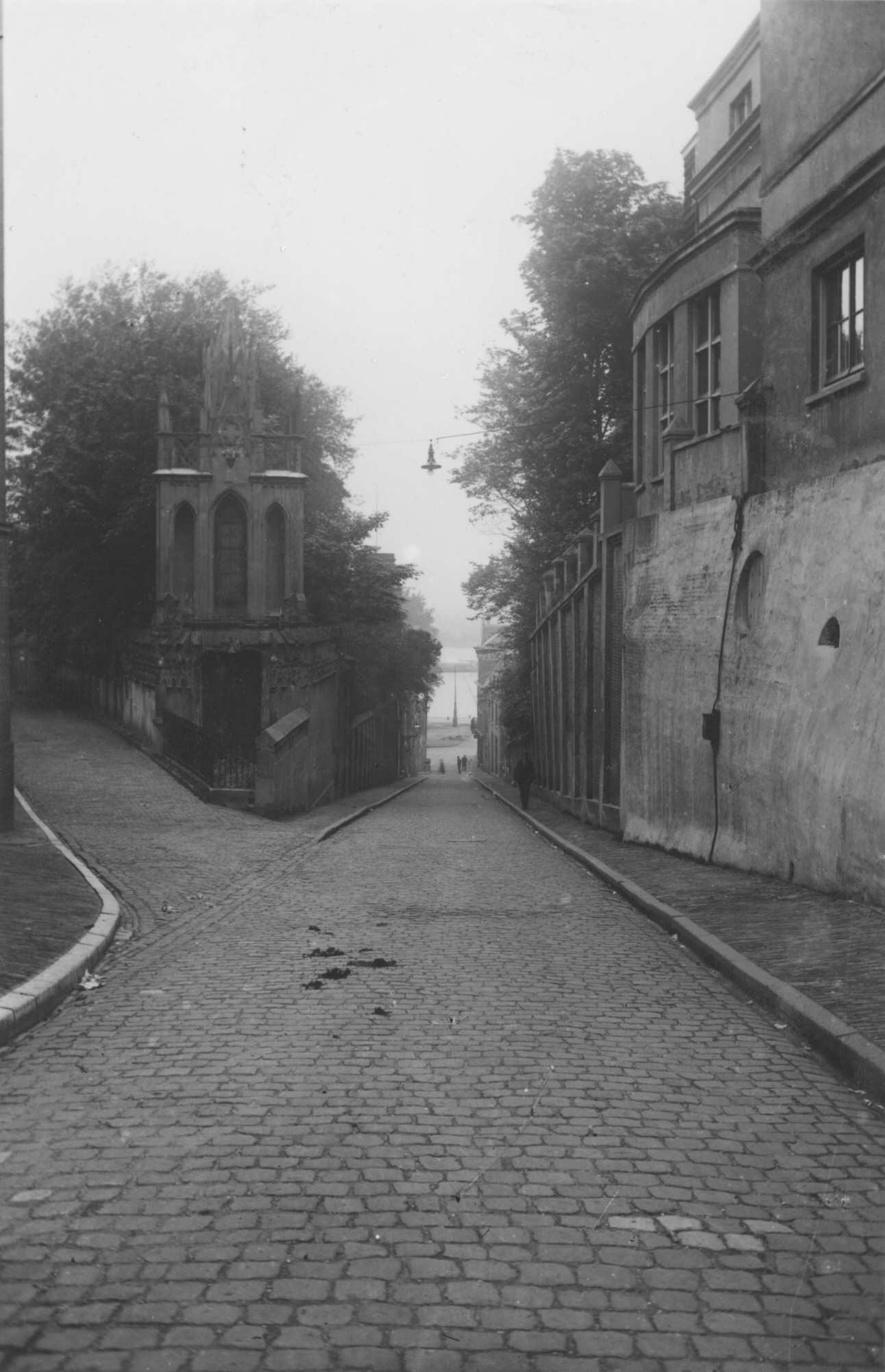
De straat in 1930

Er is al een vermelding van de straat bekend uit 1392. De straatnaam "Lindenberg" dateert zelf uit 1772. Waarschijnlijk verwijst dit naar de linden die hier in deze tijd werden aangeplant.
Op de toenmalige hoek van de Lindenberg en Strikstraat verrees in 1859 binnen enkele maanden tijd het kasteelachtige wooncomplex Bat-Ouwe-Zate, een creatie van  Franciscus Johannes Hallo. Dit complex wordt wel gezien als het merkwaardigste gebouw dat Nederland ooit gehad heeft. In 1954 is het afgebroken.
De straat is tijdens de wederopbouw na de Tweede Wereldoorlog afgevlakt en goeddeels verdwenen. In het kader van de sanering van de Benedenstad wilde men op deze plek nu het zogeheten "Groene Balkon-plan" realiseren (dat nooit is voltooid). Daar waar de straat had gelegen werden de Veerponttrappen aangelegd, zodat er weer een goede verbinding met de Waalkade zou komen.  
De naam van het in 1972 geopende cultureel centrum De Lindenberg verwijst naar de straat. Het cultureel centrum staat in de nabijheid van waar de straat lag.